# Station Ustianowa
Station Ustianowa is een spoorwegstation in de Poolse plaats Ustjanowa Dolna in de gemeente Ustrzyki Dolne.